# Dusona maruyamae
Dusona maruyamae är en stekelart som beskrevs av Hinz 1994. Dusona maruyamae ingår i släktet Dusona och familjen brokparasitsteklar. Inga underarter finns listade i Catalogue of Life.